# Regulación de la expresión del citocromo P450
El término citocromo P450 define una superfamilia de hemoproteínas presentes en bacterias, hongos, insectos, plantas, peces y mamíferos que pueden ser consideradas oxigenasas universales (Enzimas que utilizan oxígeno). Las proteínas del citocromo P450, son codificadas a su vez por una superfamilia compuesta por miles de genes y están involucradas en: la activación e inactivación de agentes terapéuticos, la conversión de compuestos químicos a moléculas altamente reactivas, la producción de hormonas esteroides, el metabolismo de ácidos grasos, prostaglandinas, leucotrienes y retinoides; y la inducción o inhibición enzimática resultante de la actuación de medicamentos en el organismo.

## Inhibidores de las proteínas del citocromo P450
La inhibición del citocromo P450 es un tema que reviste gran importancia en el área clínica debido al interés que existe  en el diseño de inhibidores específicos para prevenir el metabolismo de compuestos endógenos y su beneficio terapéutico. Por ejemplo, la utilización de agentes antifúngicos como inhibidores selectivos de proteínas del citocromo P450.
Debido a la amplia especificidad de las proteínas del citocromo P450, algunos sustratos actúan como inhibidores competititivos o no competitivos. Ello implica que la inhibición inducida por drogas de estas proteínas podría alterar la actividad metabólica de otras, creando problemas in vivo para los individuos que consumen una combinación de medicamentos o sustratos inhibitorios. La alteración metabólica in vivo, puede a su vez ocasionar la acumulación de droga en el organismo, y a la presentación de efectos adversos.

### Inhibidores basados en el mecanismo de acción o «sustratos suicidas».
Los inhibidores «suicidas» tienen una semejanza fuerte con el sustrato de la proteína, pero son inhibidores irreversibles en la medida en que, durante la catálisis, se forma un producto irreversible con el grupo prostético o cofactor. Este tipo de inhibidores es altamente específico para una forma particular del citocromo. Como tal, representan un posible acercamiento estratégico para el diseño de medicamentos.

## Regulación de la expresión del citocromo P450
Más de mil genes codifican para hemoproteínas del citocromo P450 que catalizan la oxigenación de una variedad de sustratos endógenos y exógenos. Dentro de una misma especie, existen aproximadamente entre 20-60 citocromos P450 distintos, distribuidos en diferentes órganos y tejidos, de los cuales algunas proteínas solo se presentan en etapas definidas del ciclo vital del organismo, como el periodo fetal. Otras proteínas del citocromo P450 están presentes a en bajas cantidades, pero aumentan cuando el organismo se expone a ciertas sustancias químicas llamadas inductores.
La gran variedad de proteínas del citocromo P450 se atribuye a la duplicación de genes y los eventos mutacionales que ocurrieron en los últimos 5-50 millones de años, probablemente en respuesta a la emergente presión de influencias ambientales. Algunos estudios indican que los citocromos P450 más primitivos, evolucionaron para llevar a cabo procesos como el metabolismo de colesterol y ácidos grasos, por lo que se cree que pueden haber tenido un rol en el mantenimiento de la membrana celular en eucariotas tempranos.

### Inducción del citocromo P450
La inducción es el aumento en la cantidad presente de una enzima o proteína, en respuesta a un agente químico que se conoce como inductor. Se ha demostrado que el mecanismo de inducción de los citocromos P450 se produce a nivel transcripcional o post-transcripcional (por ejemplo, estabilización del mRNA o una disminución en la degradación de proteínas). Sin embargo, no es posible predecir el modelo de inducción a partir del compuesto inductor, un ejemplo de la complejidad del proceso de inducción ocurre con CYP2E1 (Un citocromo P450) en donde su cantidad en el hígado del animal aumenta cuando se trata con pequeñas moléculas orgánicas como etanol, acetona, o pirazon en condiciones de ayuno o diabetes. Si bien en este caso los niveles de CYP2E1 aumentan, no se observa un cambio en los niveles de mRNA de la proteína.
Se cree que en el caso del ratón, el pirazol actúa como un estabilizante específico para el citocromo P450 mencionado (CYP2E1) evitando así la degradación proteolítica. Aunque también se observa que en ratones diabéticos, la inducción es seguida en por un aumento del mRNA sin aumento de la traducción, lo que sugiere más bien una estabilización del mRNA.

#### Receptor de hidrocarburos arílicos
Existen receptores citosólicos específicos para algunos de los agentes inductores. Uno de los más estudiados, es el receptor de hidrocarburos arilos (Ah), que interactúa con tetraclorodibenzo-p-dioxina (TCDD) causando inducción de los citocromos P450 CYP1A1, CYP1A2 y CYP1B1.
Al receptor se unen ligandos arílicos policíclicos que producen un complejo que es translocado al núcleo en donde se une a elementos de respuesta específicos en las regiones regulatorias corriente arriba de los genes del citocromo P450. Una segunda proteína receptora nuclear translocadora de hidrocarburos arílicos actúa como un heterodímero esencial para que el complejo ligando-receptor reconozca y se una a su DNA de respuesta.

#### Receptor X de pregnano(PXR)
Regula los genes para las proteínas CYP3A. El nombre pregnano se refiere a los esteroides de 21 carbonos, como el metabolito de progesterona 5α-pregnano-3,20-diona que es precisamente uno de los ligandos para PXR. Otros ligandos incluyen rifampicina, e hypericum perforatum Y al igual que el receptor Ah, requiere un compañero heterodimérico para el reconocimiento de los elementos específicos de respuesta. Este heterodímero es el receptor x de retinoides(RXR) y da lugar a la formación del complejo PXR-RXR que es quien da inicio a la transcripción de CYP3A luego de reconocer su elemento específico de respuesta.
El CYP3A es de gran importancia, puesto que aproximadamente el 50% de los medicamentos de prescripción son metabolizados por esta proteína del citocromo P450.

#### Fenobarbital
Es un inductor de diferentes genes del citocromo P450 que aumenta la tasa de transcripción de diferentes proteínas del citocromo en diversas especies. Lo hace a través del receptor constitutivo de androstano (CAR) que forma heterodímeros con RXR e interactúa con elementos específicos de respuesta que se encuentran en la región flanqueante al extremo 5' del gen. Otros ligandos para CAR incluyen androstanol y androstenol que inhiben la interacción entre CAR y RXR con su coactivador de receptores nucleares, la proteína SRC-1 que es indispensable para la activación transcripcional.